# Panicaut champêtre
Eryngium campestre
Espèce
Classification phylogénétique
Le panicaut champêtre (Eryngium campestre), Chardon champêtre, érynge ou éryngion blanc, est une espèce de plante herbacée dicotylédone vivace de la famille des Apiaceae.

## Description

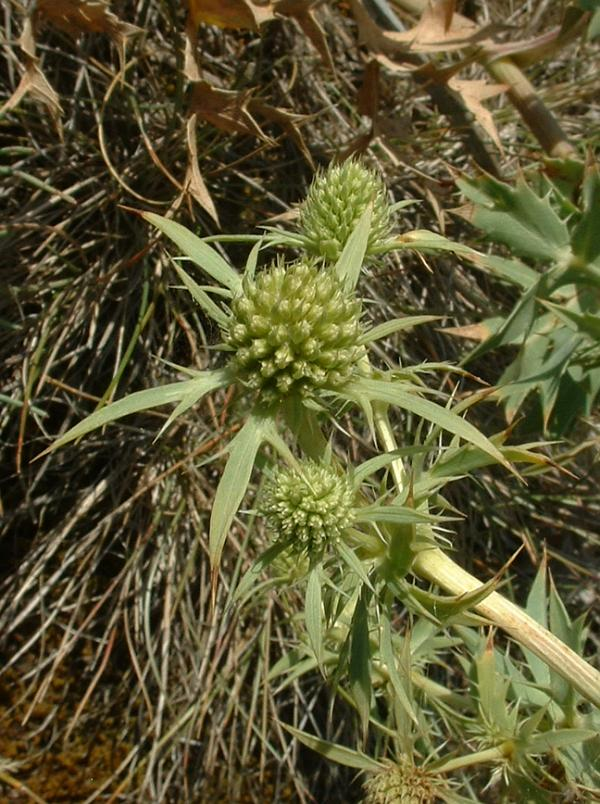
Inflorescences.

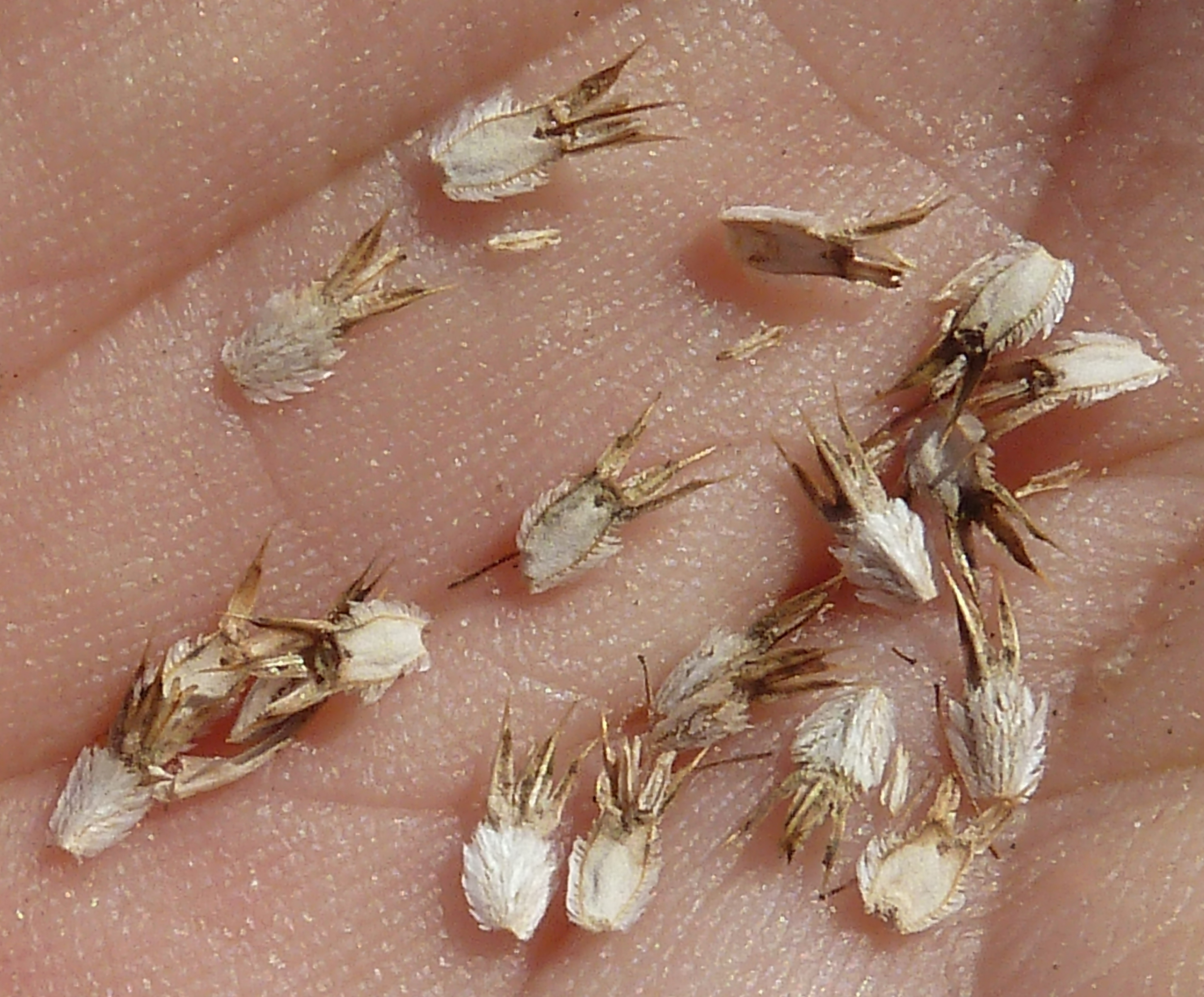
Fruits (akènes doubles).

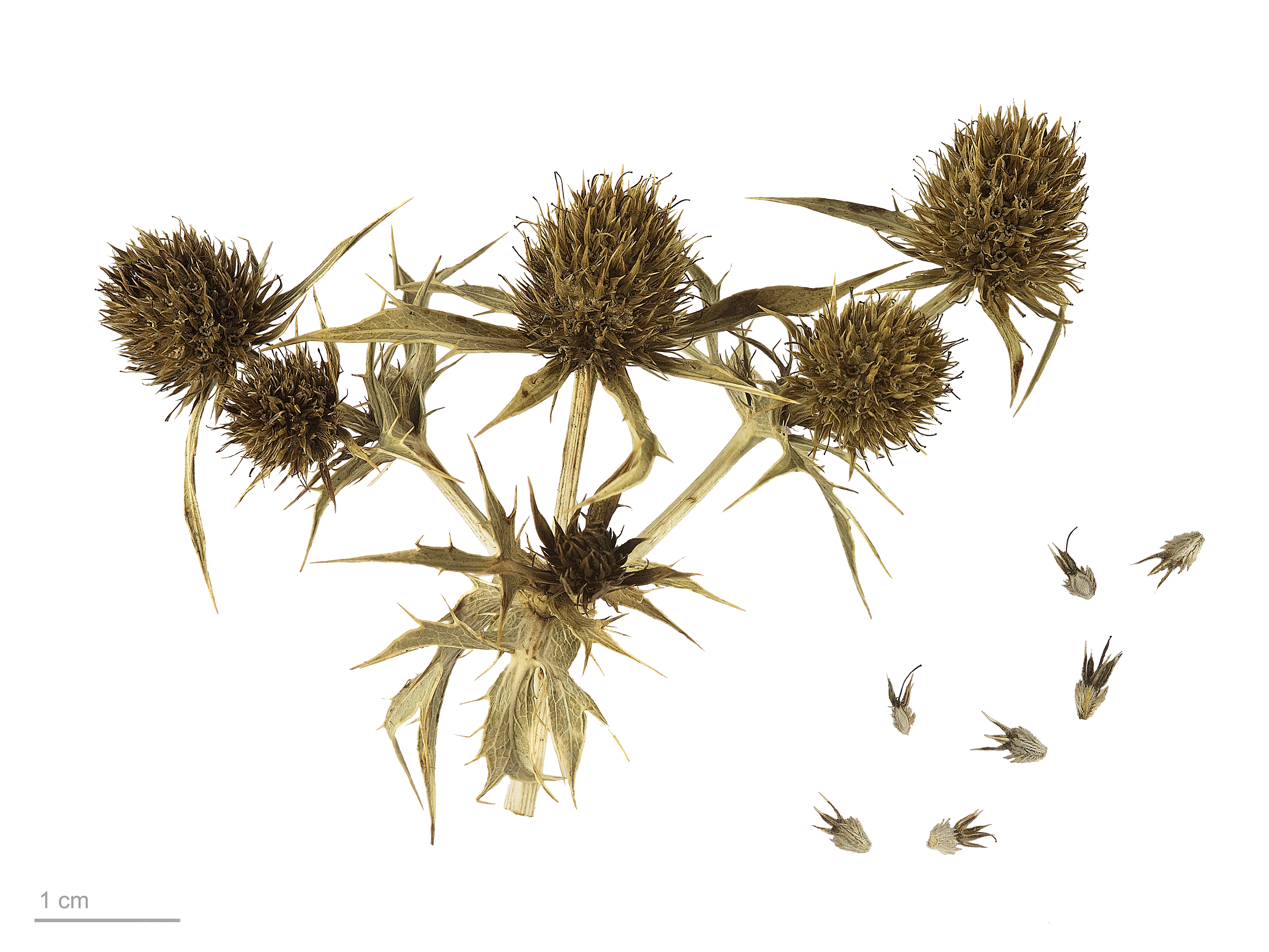
Eryngium campestre au Muséum de Toulouse.

Le panicaut commun (champêtre) porte de nombreux noms vernaculaires : chardon-Roland, chardon-roulant, éryngion blanc, herbe aux cent têtes, chardon d'âne…
Il s'agit d'une plante psammophyte épineuse vivace, très répandue en Europe occidentale et centrale, en Afrique du Nord, au Moyen-Orient et dans le Caucase. Elle affectionne les champs incultes, les bords des chemins, les endroits assez  secs, plutôt en plaine.
Haute de 50 à 60 cm, elle a des feuilles coriaces, raides, découpées et dentées. La tige est dressée et très ramifiée. Les inflorescences sont des ombelles d'ombellules arrondies, entourées d'un involucre blanchâtre à 5 à 6 bractées et ressemblant à des capitules. La racine, persistante, est très longue (jusqu'à 5 m de long) et émet des rejets.
Cette plante est plutôt nuisible lorsqu'elle se trouve dans les pâturages et qu'elle se mêle aux fourrages. Cependant, la racine est réputée diurétique et apéritive.
Sur ses racines, comme sur celles de Eryngium maritimum, pousse parfois un champignon apprécié qui lui est inféodé, le pleurote du panicaut (Pleurotus eryngii). Également, elles sont souvent parasitées par des Orobanches, en particulier Orobanche amethystea.

## Caractéristiques
Organes reproducteurs
Type d'inflorescence : capitule

Répartition des sexes : hermaphrodite

Type de pollinisation : entomogame, autogame

Période de floraison : juillet à septembre
Graine
Type de fruit : akène

Mode de dissémination : épizoochore, anémogéochore
Habitat et répartition
Habitat type : pelouses basophiles médioeuropéennes

Aire de répartition : eurasiatique

Données d'après : Julve, Ph., 1998 ff. - Baseflor. Index botanique, écologique et chorologique de la flore de France. Version : 23 avril 2004. 

## L'éryngion blanc dans l'Antiquité

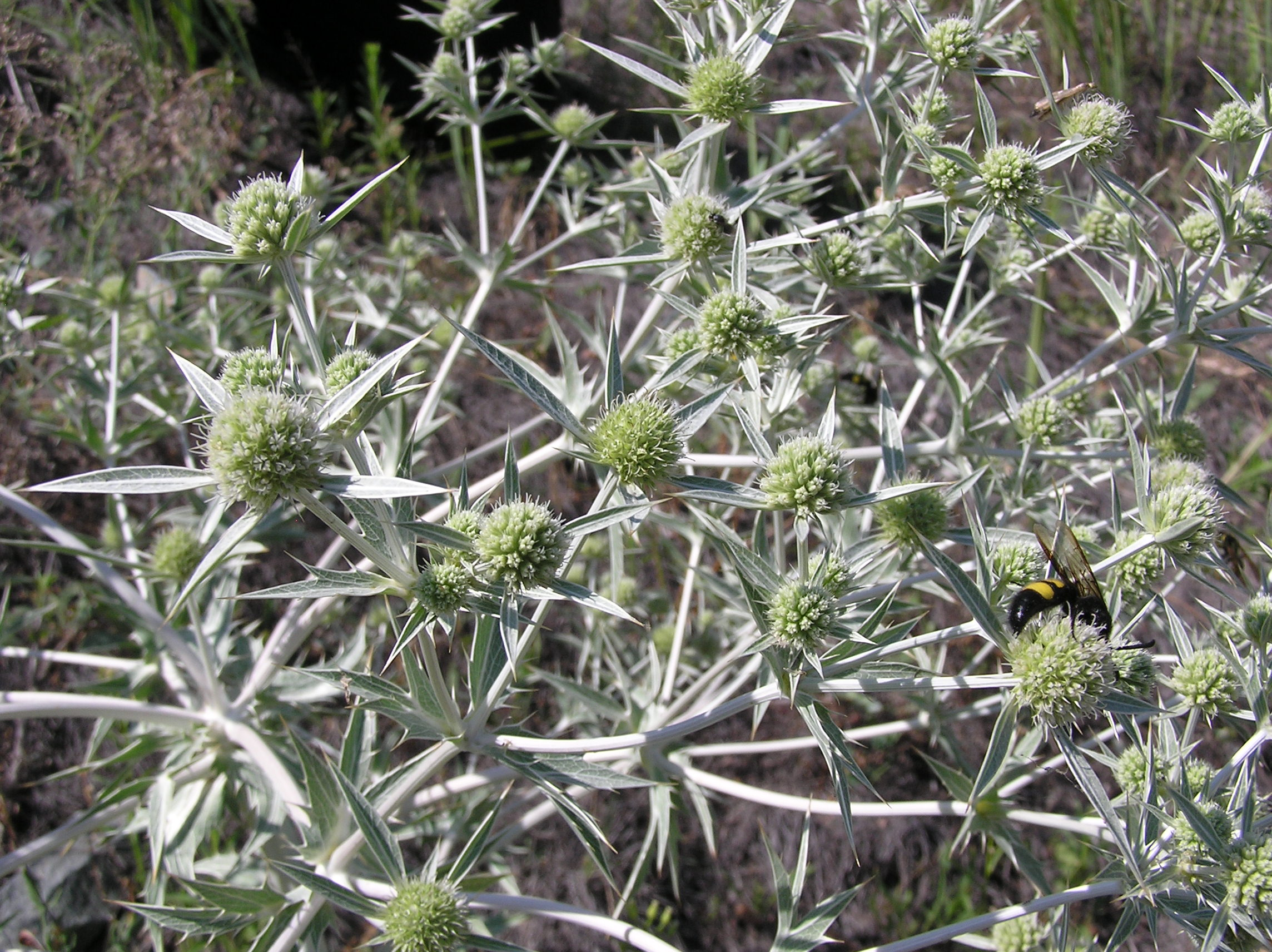
Photographie d'inflorescences d'éryngions blancs.

L'éryngion blanc était appelé centum capita par les Romains, ce qui signifie « herbe aux cent-têtes ».
Les Grecs en mangeaient la tige et la racine, cuites ou crues. On lui prêtait des vertus prodigieuses. On considérait que la racine avait la figure des parties naturelles de l'homme ou de la femme. On croyait que, si un homme trouvait celle qui représente les parties mâles, elle avait le pouvoir de le faire aimer, de même pour la femme.  On prête à la plante la passion de Sappho pour Phaon de Lesbos.
Quant à l'usage médical, on utilisait cette plante pour les flatuosités, les tranchées, les maladies du cœur, de l'estomac, du foie, des hypocondres, les maux de reins, la strangurie, l'opisthotonos, les douleurs lombaires, l'hydropisie, l'épilepsie, pour la suppression ou l'excès du flux menstruel, ainsi que toutes les affections du système reproducteur féminin.  On la prenait dans de l'eau miellée et, pour la rate, dans de l'oxycrat.  On croyait qu'avec du miel, l'éryngion blanc faisait sortir les corps étrangers et qu'avec de l'axonge salée et du cérat, il guérissait les scrofules, les parotides, les tumeurs, les dénudations des os et les fractures.  On croyait aussi que, pris avant de boire, l'éryngion blanc empêchait l'ivresse.
Quelques auteurs latins ont recommandé de cueillir l'éryngion blanc au solstice d'été et de l'appliquer avec de l'eau de pluie, dans toutes les affections du cou. On a aussi prétendu qu'il guérissait les taies des yeux.

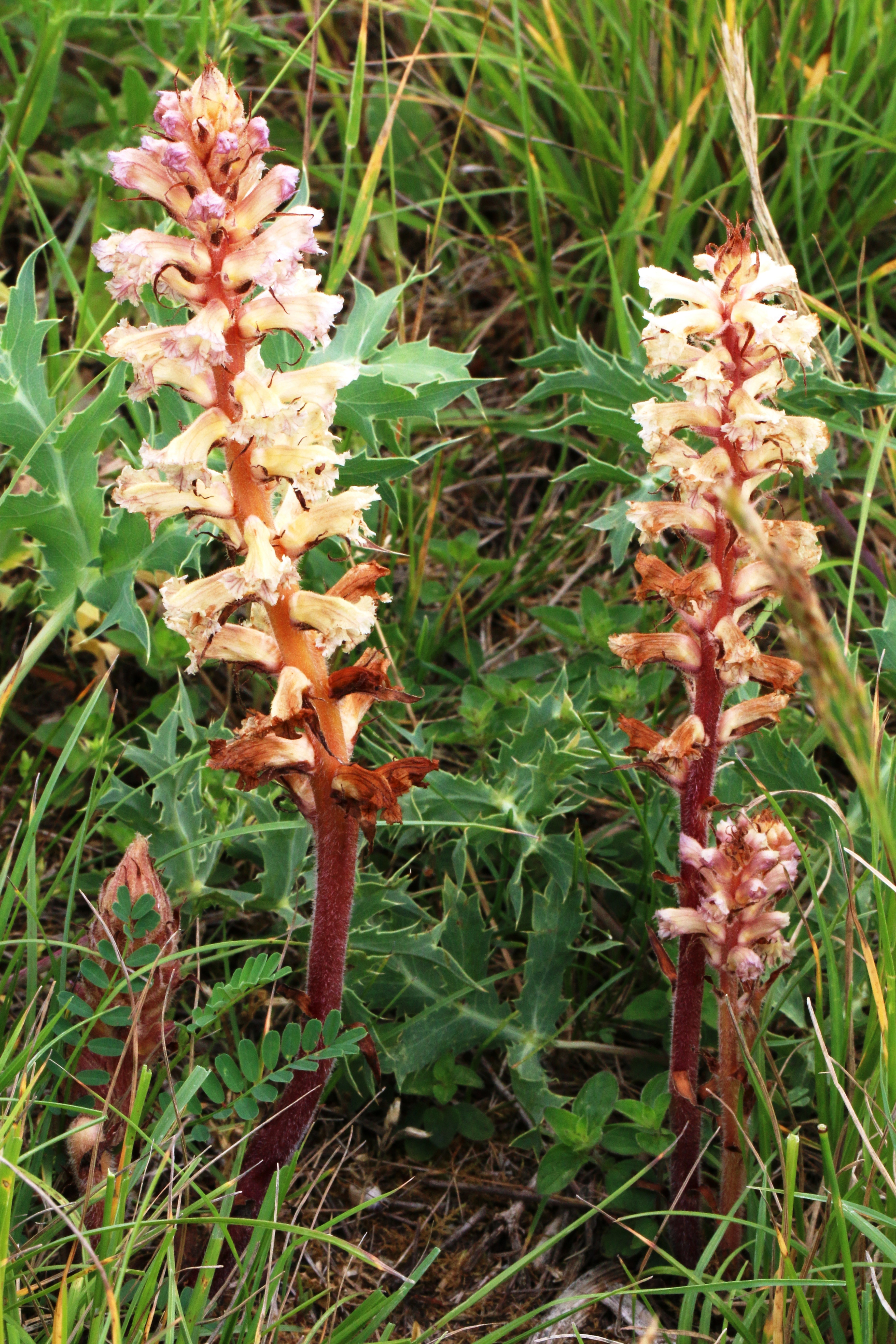
Orobanche amethystea plante parasite croissant parfois sur le Panicaut champêtre.